# Dakuten e Handakuten
O dakuten (濁点, , lit. "marca de vocalização"), coloquialmente ten-ten (点々, , "ponto ponto"), é um sinal diacrítico utilizado no silabário kana japonês para indicar que a consoante de uma sílaba se pronuncia com voz.
O handakuten (半濁点, , lit. "marca de meia-vocalização"), coloquialmente maru (丸, , "círculo"), é um sinal diacrítico para sílabas que começam com h para indicar que devem ser pronunciadas com [p].

## Grafia
O dakuten se parece com umas aspas, e o handakuten é um pequeno círculo, ambos posicionados no canto superior direito de um caractere kana:
dakuten: □゛        handakuten: □゜
Os símbolos são idênticos nas escritas hiragana e katakana. A combinação de caracteres se usa raramente, mas Unicode e todos os sistemas de codificação dos caracteres japoneses habituais possuem sinais para todas as possíveis combinações de caracteres dakuten e handakuten.
Devido à semelhança entre o dakuten e as aspas ("), em japonês escrito se usam as aspas quadradas (「」) no seu lugar.

## Mudanças fonéticas
A seguinte tabela resume as trocas fonéticas causadas pelo dakuten e pelo handakuten. Literalmente, sílabas com dakuten são "sons turvos" (濁音 dakuon) e as que não o tem são "sons claros" (清音 seion), mas o handakuten (literalmente "marca semiturva") não segue este padrão.
| none  | dakuten | handakuten |
| ----- | ------- | ---------- |
| か ka | が ga   | (か゚ nga)   |
| さ sa | ざ za   |            |
| た ta | だ da   |            |
| は ha | ば ba   | ぱ pa      |

Ver:
- Hiragana (para tabela completa).

### Marcas de iteração do kana
O dakuten também pode ser usado nas marcas de iteração hiragana e katakana, para denotar que o kana anterior repete o som.
|          | sin | dakuten |
| -------- | --- | ------- |
| hiragana | ゝ  | ゞ      |
| katakana | ヽ  | ヾ      |

Ambos os sinais são relativamente raros, mas se encontram às vezes em nomes próprios, como Misuzu (みすゞ). Nestos casos a pronúncia é idêntica a si se escrevesse completo em kana.

## O som de V
Só para katakana, o dakuten também pode ser usado no caractere ウ u e um caractere de vocal pequeno para criar um som /v/, como em ヴァ va. Como /v/ não existe em japonês, este uso só é para palavras estrangeiras. Por exemplo Vênus se transcreve habitualmente como ビーナス biinasu ao invés de ヴィーナス viinasu. No entanto, muitos japoneses pronunciariam ambas palavras da mesma forma, com um som /b/, e pode ou não que as reconheçam como a mesma palavra.
Um método entretanto menos frequente é usar o dakuten na série w-, revivendo os desaparecidos caracteres para /wi/ (ヰ) e /we/ (ヱ). /vu/ se representa usando /u/ como se tem visto acima; /wo/ se converte em /vo/ apesar de que o W normalmente é mudo. Também existem caracteres para este método (/va/ ヷ /vi/ ヸ /vu/ ヴ /ve/ ヹ /vo/ ヺ), apesar de que a maioria dos sistemas de introdução de caracteres no computador não terem um sistema conveniente para eles.